# Wardriving
Wardriving er betegnelsen for en persons søgning efter Wi-Fi trådløse netværk ved hjælp af en bærbar computer eller en PDA fra et køretøj i bevægelse.
Det er muligt at finde gratis software til wardriving på Internettet. Mange wardrivere bruger GPS til at fastslå nøjagtige positioner af de fundne netværk, og positionerne lægges så på en hjemmeside, hvorfra kortene kan dannes.
Begrebet har navn efter wardialing, som blev kendt fra filmen WarGames, hvori man ser et modem ringe op til en række telefonnumre ved hjælp af nummerlister genereret af en computer for at finde aktive modemmer.